# Natt
Natt is een compositie van Hugo Alfvén. Het is een toonzetting van het gelijknamige gedicht van Gustaf Alexanderson. Het is een ode aan de stilte van de nacht, waarin alle beslommeringen ontstaan gedurende de dag verdwijnen. Het lied is geschreven voor tenor of bariton en a cap\pella mannenkoor.

## Discografie
- Uitgave BIS Records: Orphei Dränger o.l.v. Robert Sund (opname 1993)